# Motorola 680x0
Motorola 680x0 (označovaná také m68k/68k/68K) je v informatice řada CISC procesorů americké společnosti Motorola. V 80. letech a na začátku 90. let 20. století představovala v osobních počítačích významnou konkurenci řadě x86 procesorů firmy Intel, která se stala dominantní díky svému použití v IBM PC kompatibilních počítačích. Procesory odvozené od 680x0 se dodnes používají ve vestavěných systémech.

## Procesory
- 1. generace (interně 16/32bitové procesory, vyráběné s 8, 16 a 32bitovým rozhraním):[1]
  - Motorola 68000
  - Motorola 68EC000
  - Motorola 68HC000
  - Motorola 68008
  - Motorola 68010
  - Motorola 68012
- 2. generace (plně 32bitová):
  - Motorola 68020
  - Motorola 68EC020
  - Motorola 68030
  - Motorola 68EC030
- 3. generace (podporuje zřetězené zpracování):
  - Motorola 68040
  - Motorola 68EC040
  - Motorola 68LC040
- 4. generace (Superskalární architektura):
  - Motorola 68060
- Ostatní:
  - Freescale 683XX (CPU32 neboli 68330, 68360 neboli QUICC)
  - Freescale ColdFire
  - Freescale DragonBall

## Hlavní použití
Procesory 68k byly použity v různých systémech, od moderních modelů v Texas Instruments (TI-89, TI-92), starší modely PDA Palm Pilot, dokonce speciální, radiaci odolné modely byly použity v systémech amerických raketoplánů. Nicméně jejich nejznámější použití bylo v počítačích typu desktop jako jsou Apple Macintosh, Amiga, Atari ST a několik dalších. 68k byly také používány na začátku 80. let v unixových stanicích firem jako Sun Microsystems, NeXT a Silicon Graphics. Pro 68 vznikla i verze systém CP/M.
Dnes se tyto systémy buď již nevyrábí (např. Atari), nebo používají jiné procesory (Amiga, Macintosh, Sun a SGI). Vzhledem ke stáří architektury, původní výrobci (pokud ještě existují) již nemají velký zájem upravovat své systémy pro běh na 68k. Nicméně systémy jako Linux, NetBSD a OpenBSD stále obsahují podporu pro procesory 68k.
Procesory 68k byly použity i v herních konzolích jako Sega Megadrive či Neo-Geo, případně je používají například pro práci s audiem (Sega Saturn). Byly také masivně používány např. v mikrokontrolérech a vestavěných systémech, kde jsou ostatně jejich varianty používány dodnes.

## Instrukční sada
Instrukční sada 68k může být rozdělena do následujících kategorií:
- Načítání a podržení (Move.B, Move.W, Move.L)
- Aritmetické (Add, Sub, Mul, Div)
- Bitové operátory (pravé nebo levé, logické nebo aritmetické)
- Rotace bitů (ROR, ROL, ROXL, ROXR)
- Logické operace (And, Or, Not, EOr)
- Typová konverze
- Podmíněné a nepodmíněné skoky (Bra, BCS, BEq, BNE, BHI, BLO, BMI, BPL, etc.)
- Funkce vyvolání a navracení (BSR, RTS)
- Management zásobníků (push, pop)
- Práce s přerušením
- Zpracování výjimek